# Peter Purcell-Gilpin
Peter Purcell-Gilpin, né le 4 juillet 1994 à Harare, est un rameur d'aviron zimbabwéen.

## Carrière
Peter Purcell-Gilpin est médaillé de bronze en skiff aux Championnats d'Afrique d'aviron 2015 à Tunis et aux Championnats d'Afrique d'aviron 2019, toujours à Tunis.
Il est nommé porte-drapeau de la délégation du Zimbabwe aux Jeux olympiques d'été de 2020 à Tokyo en compagnie de la nageuse Donata Katai ; il dispute les séries du skiff.

## Vie privée
Il est le mari de la rameuse Micheen Thornycroft.